# カルボンレダクターゼ
カルボンレダクターゼ(carvone reductase)は、次の化学反応を触媒する酸化還元酵素である。
(1) (+)-ジヒドロカルボン + 受容体 {\displaystyle \rightleftharpoons } (–)-カルボン + 還元型受容体
(2) (–)-イソジヒドロカルボン + 受容体 {\displaystyle \rightleftharpoons } (+)-カルボン + 還元型受容体
反応式の通り、この酵素の基質は(+)-ジヒドロカルボンまたは(–)-イソジヒドロカルボと受容体、生成物は(–)-カルボンまたは(+)-カルボンと還元型受容体である。
組織名は(+)-dihydrocarvone:acceptor 1,6-oxidoreductaseである。